# Powiat Kamiina
Powiat Kamiina (jap. 上伊那郡 Kamiina-gun) – powiat w Japonii, w prefekturze Nagano. W 2024 roku liczył 80 194 mieszkańców.

## Miejscowości
- Iijima
- Minamiminowa
- Minowa
- Miyada
- Nakagawa
- Tatsuno